# Альпийская роза (ресторан)
Ресторан «Альпийская роза» — историческое здание в центре Москвы (Пушечная ул., д. 4, стр. 2). Построено в 1911—1912 годах инженером П. П. Висневским при участии А. А. Веснина. Здание ресторана «Альпийская роза» имеет статус выявленного объекта культурного наследия.
В настоящее время здание является концертной площадкой ГБУК «Москонцерт».

## История

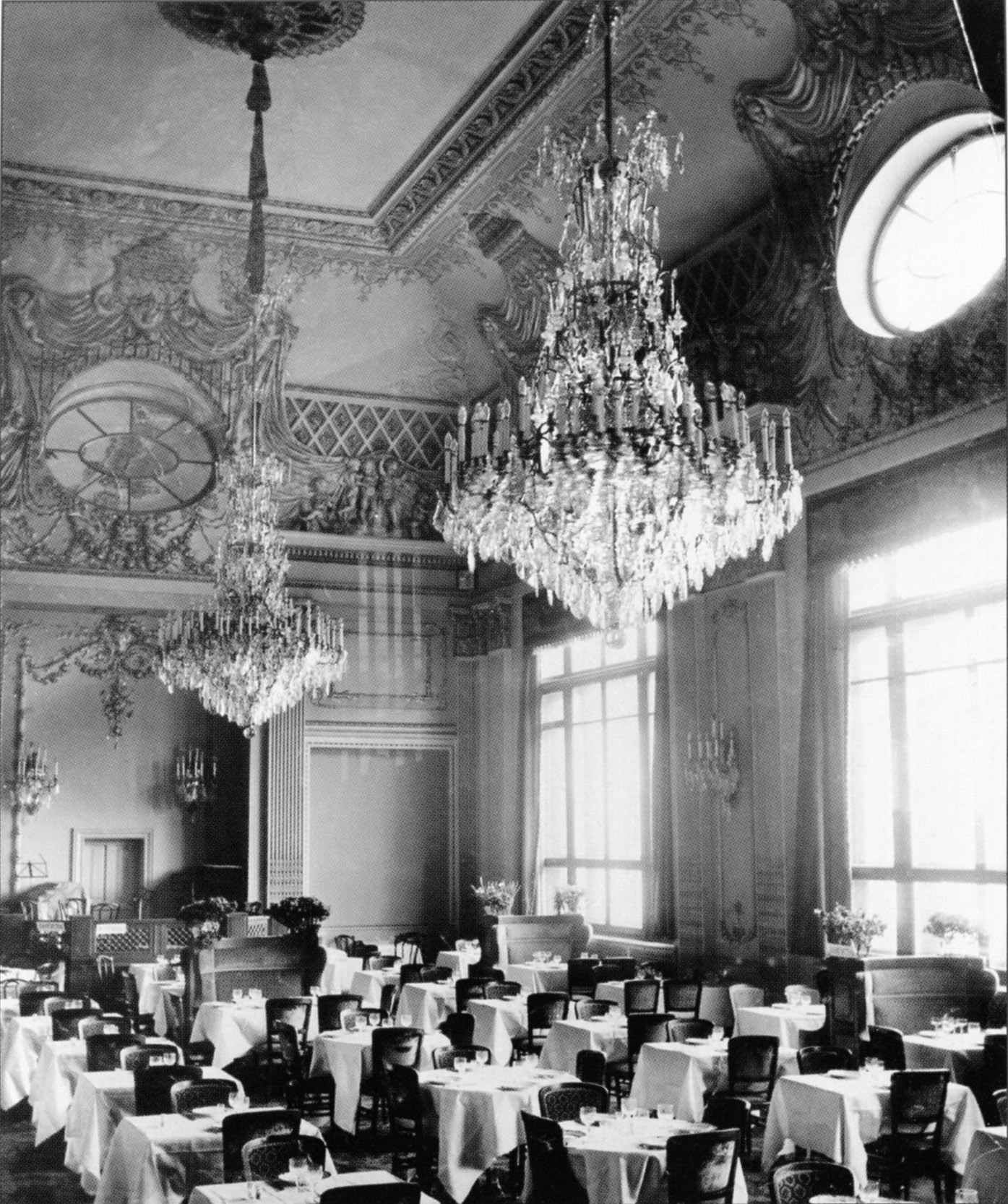
Интерьер главного зала ресторана «Альпийская роза». 1913 год.

В конце XVIII века на месте нынешнего дома 4 по Пушечной улице было построено двухэтажное каменное здание. В 1821 году владение принадлежало генералу (по другой версии, полковнику) А. В. Аргамакову. В 1848 году в одном из флигелей была открыта «типография Александра Семена». Позднее в здании размещались «печатня С. П. Яковлева», магазин столовой посуды и хрусталя фабрик Гарднера и Мальцева, фотоателье и магазины. В 1870-х годах в здании был открыт ресторан «Под Альпийской розой», позднее получивший название «Альпийская роза» (нем. «Alpenrose»). В ресторане подавались блюда европейской, и в особенности немецкой кухни. Изначально его посетителями были в основном члены расположенного неподалёку Немецкого клуба. В 1880-х годах, когда здание принадлежало княгине О. А. Туркестановой-Аргамаковой, владение было разделено на 2 части.
В 1901—1902 годах на месте старого здания была выстроена новая четырёхэтажная гостиница «Альпийская роза» с сохранением стен по проекту архитектора А. А. Остроградского (ныне дом 4, строение 1). В 1911—1912 годах по проекту инженера П. П. Висневским при участии А. А. Веснина на основе старой постройки был сооружён нынешний ресторан «Альпийская роза».
Ресторан был вновь открыт в феврале 1913 года. Газета «Московский листок» тогда писала: «Старый, с былых лет излюбленный представителями московской немецкой колонии ресторан „Альпийская роза“, как и многие другие московские рестораны, не устоял перед натиском времени. И вот в воскресение, 17 февраля, открывается новый грандиозный зал этого популярного в Москве ресторана … Зал этот построен по проекту архитектора П. П. Висневского и поражает не только массой света, громадными размерами и роскошью отделки в стиле „барокко“, но и оригинальным и смелым, даже при современных технических усовершенствованиях, железобетонным потолком, сделанным зеркальным сводом. Устройство этого зала … обошлось в солидную сумму…».
Владимир Гиляровский вспоминал: «Вход в ресторан был строгий: лестница в коврах, обставленная тропическими растениями, внизу швейцары, и ходили сюда завтракать из своих контор главным образом московские немцы. После спектаклей здесь собирались артисты Большого и Малого театров и усаживались в двух небольших кабинетах».
По данным на 1918 год, в здании располагался театральный уголок «Омона». Там выступали артисты и поэты, в том числе Сергей Есенин. В 1924 году были частично переделаны интерьеры по проекту архитектора И. Тиурина. В здании размещались различные учреждения. Ресторан «Альпийская роза» упоминается в повести Михаила Булгакова «Дьяволиада» (1924).
В 1935 года здание бывшего ресторана «Альпийская роза» стало «Московским городским домом учителя». В годы войны помещения занимали различные ведомства, но с 1954 года там вновь размещается Дом учителя. 
В 2015 году здание было передано ГБУК «Москонцерт».

## Современность
В настоящее время бывший ресторан «Альпийская роза» выполняет роль концертной площадки. Там регулярно проходят различные концерты классической музыки, эстрадные программы, вечера немого кино и концерты проекта «Звучащие полотна».
Имеются четыре концертных зала: «Зеркальный зал» (на втором этаже, в прошлом — главный зал ресторана), «Бальный зал» с лепниной и барельефами на античные темы (также на втором этаже внутреннего крыла здания),  «Голубая гостиная» (соседствует с  «Зеркальным залом») и «Театральный зал» (на первом этаже).

## Архитектура
Здание построено в неоклассическом стиле с преобладанием барочных мотивов. Крупные окна первого и второго этажей придают зданию монументальность. Над входом с левой стороны — картуш с барочной лепниной и вензелем ресторана «Альпийская роза». Лепной декор также использован в обрамлении овальных окон и в оформлении капителей каннелированных ионических пилястр. Огромное окно над входом оформлено с использованием орнаментированного стекла, изготовленного в технике «травления». Стилистическая целостность интерьеров была нарушена переделками советского периода.